# Anthaxia cebecci
Anthaxia cebecci es una especie de escarabajo del género Anthaxia, familia Buprestidae. Fue descrita científicamente por Baiocchi & Magnani en 2018.